# Guatteria hispida
Guatteria hispida là loài thực vật có hoa thuộc họ Na. Loài này được mô tả khoa học đầu tiên.